# سفارش‌گردانی
سفارش‌گردانی یا پردازش کالا یا فولفیلمنت (به انگلیسی: Fulfillment) بخشی از زنجیره تأمین کالا است و از زمانی که سفارش در درگاه خرید توسط مشتری نهایی ثبت شود آغاز شده و تا تحویل سفارش ادامه دارد. این فرایند برای اغلب کسب‌وکارهایی که با کالای فیزیکی سروکار دارند ضروری است. 
این اصطلاح در لجستیک به ارسال سریع و به موقع سفارش‌های کالا به مشتریان ارجاع دارد.
یک فرایند سفارش‌گردانی مؤثر و کامل، همکاری بخش‌های متعددی در داخل سازمان و همکاری شرکایی در خارج سازمان است. فناوری به‌ویژه زیرساخت دیجیتال عموماً نقش کلیدی در عملیات سفارش‌گردانی ایفا می‌کند. 

## فرایند سفارش‌گردانی
این عملیات که به آن سفارش‌گردانی سفارش (Order Fulfillment) یا سفارش‌گردانی مرسوله (Parcel Fulfillment) نیز می‌گویند، در دستهٔ خدمات لجستیک قرار می‌گیرد. سفارش‌گردانی، فرایند دریافت، آماده‌سازی و تحویل سفارش‌ها در کسب‌وکارها و فروشگاه‌های آنلاین است. فرایند سفارش‌گردانی دقیقاً با ثبت سفارش از سوی مشتری آغاز می‌شود و با تحویل سفارش به او به اتمام می‌رسد. البته اگر در این بین، قرار باشد مشتری سفارش را مرجوع کند، مرحلهٔ دیگری نیز به سفارش‌گردانی اضافه می‌شود. 
عبارت پردازش یا تکمیل سفارش (Order Fulfillment) فرایند کاملی است که درست از لحظه‌ای که مشتری خرید را نهایی می‌کند آغاز می‌شود و تا لحظه‌ای که بستهٔ خود را تحویل می‌گیرد، ادامه دارد. اگر بخواهیم از زاویه‌ای دیگر و به زبان ساده‌تر ماجرا را بیان کنیم، پردازش سفارش با دریافت محموله‌های عمدهٔ ورودی، دسته‌بندی انبارها و قفسه‌بندی موجودی برای برداشت و بسته‌بندی کارآمد شروع می‌شود. سپس با ورود سفارش‌ها، محصولات انتخاب می‌شوند، از نظر کیفیت و تناسب دقیق با سفارش بررسی می‌شوند، بسته‌بندی می‌شوند و برای ارسال برچسب‌گذاری می‌شوند. 

## انواع اصلی سفارش‌گردانی
انواع اصلی سفارش‌گردانی عبارتند از:
- سفارش‌گردانی داخلی (Insource fulfillment)
- سفارش‌گردانی به روش برون‌سپاری (outsource fulfillment)
- دراپ شیپینگ (Drop Shipping fulfillment)
- ترکیبی (fulfillment Hybrid)

در سفارش‌گردانی داخلی، کلیهٔ امور مربوط به انبارداری، آماده‌سازی، بسته‌بندی و ارسال، در خود شرکت و انباری که در مجموعهٔ شرکت وجود دارد انجام می‌شود. معمولاً کسب‌وکارهای کوچک به این روش، فرایند فولفیلمنت را انجام می‌دهند زیرا این روش نیاز به سرمایه خاصی نداشته و کم‌هزینه است. کسب‌وکارهای بزرگ‌تر، معمولاً از روش‌های دیگری استفاده می‌کنند.
در سفارش‌گردانی برون‌سپاری، کلیه فرایند مربوط به تهیه کالا، بسته‌بندی آن و ارسال برای مشتری، در محیط خارج از شرکت انجام می‌شود. در روش برون‌سپاری، دیگر نیازی به استخدام پرسنل برای نگهداری از کالاها یا انبارداری و کلیهٔ مشاغل و هزینه‌های مربوط به آن وجود ندارد و به نوعی در هزینه‌های اولیه صرفه‌جویی می‌شود.
روش دراپ شیپینگ، بی‌شباهت به روش فولفیلمنت برون‌سپاری نیست. در هر دو روش، کالا با هزینه‌ای کم برای شرکت، به دست مشتری می‌رسد. اما تفاوت روش دراپ شیپینگ با برون‌سپاری، این است که کالایی در انبار نگه‌داری نمی‌شود و مستقیماً تامین‌کننده به مشتری وصل می‌شود و کالا را ارسال می‌کند. در واقع، شرکت فقط مانند یک واسطه عمل می‌کند. این روش بی‌دردسر و کم‌هزینه است و بسیاری از شرکت‌های بزرگ از این روش استفاده می‌کنند. اما باید در نظر داشت در این روش، به‌واسطهٔ نبود نظارت و مدیریت بر فرایند، احتمال بروز نارضایتی بین مشتریان وجود دارد.
سفارش‌گردانی ترکیبی، ادغامی از تمامی روش‌های قبلی است. بخشی از کالاها ممکن است به صورت داخلی آماده و توزیع شوند. بخشی از فرایند برون‌سپاری شده و در بخشی دیگر، از سیستم دراپ شیپینگ استفاده شود. معمولاً نوع محصولات، مشخص می‌کند که شرکت از کدام روش استفاده کند. 

## مرکز پردازش
فرایند سفارش‌گردانی یا پردازش مستلزم محیطی فیزیک است که «مرکز پردازش کالا» (fulfillment center) نامیده می‌شود. مراکز پردازش کالا فراتر از انبار (Warehouse) و مرکز توزیع (Distribution Center) شبیه به یک انبار هستند و اغلب به‌عنوان مرکز توزیع (‏DC) شناخته می‌شوند. مرکز پردازش کالا مانند یک انبار، ساختمانی است که در آن خرده‌فروشان و سازمان‌های مشابه، موجودی خود را تا توزیع به مشتری ذخیره می‌کنند. مرکز تکمیل به یک ارایه‌دهندهٔ لجستیک شخص ثالث (3PL) ‏وابسته است تا سفارش‌های مشتریان را به نمایندگی از خرده‌فروشان تجارت الکترونیک انجام دهد. با ظهور تجارت الکترونیک، مراکز تحقق برای دریافت سفارش آنلاین به مشتریان به موقع به وجود آمدند. 

## برندهای جهانی سفارش‌گردانی
برخی از مهم‌ترین شرکت‌های فولفیلمنت در سطح جهانی آمازون، آرواتو، دی‌اچ‌ال، فیگه، هرمس، اکس‌پی‌او لجستیکس و کوهنه + ناگل هستند.